# LonWorks
 (août 2025).
Si vous disposez d'ouvrages ou d'articles de référence ou si vous connaissez des sites web de qualité traitant du thème abordé ici, merci de compléter l'article en donnant les références utiles à sa vérifiabilité et en les liant à la section « Notes et références ».
Le LonWorks est une technique de communication de bus de terrain. Le protocole LonTalk, standard reconnu par l’EIA (ANSI/EIA 709.1-A-1999), par l’Europe (EN-16484), a été conçu par la société américaine Echelon Corporation dans les années 1990, fondée par Mike Markkula (cofondateur d’Intel et d’Apple) qui conçoit fabrique et commercialise des puces électroniques.
Beaucoup de fabricants de matériels de régulations utilisent cette technologie, achetant les composants électroniques et licences à la société Echelon, les montant sur leurs propres circuits imprimés, et lorsqu'ils sont labellisés LonMark, ils deviennent alors interopérables et intégrables par n'importe quelle société d'intégration, installateurs GTB, CVC, CFO/CFA...
Cette technique est très utilisée dans le secteur tertiaire, dans les automatismes de confort thermique.
La plus grande qualité de ce réseau : sa simplicité et sa rapidité à être intégré et mis en œuvre (en grande quantité) dans les systèmes de régulation de confort, par exemple : plateaux de bureaux.
Son défaut : son mode de rémunération.
Les autres bus « concurrents » : le BACnet, le KNX, et le ModBus.